# Gagea soleirolii
Gagea soleirolii är en liljeväxtart som beskrevs av Friedrich Wilhelm Schultz. Gagea soleirolii ingår i Vårlökssläktet och i familjen liljeväxter. Inga underarter finns listade.